# 대한민국 지방자치법
"대한민국 지방자치법" (大韓民國 地方自治法)은 지방자치단체의 종류와 조직 및 운영에 관한 사항을 정하고, 국가와 지방자치단체 사이의 기본적인 관계를 정함으로써 지방자치행정을 민주적이고 능률적으로 수행하고, 지방을 균형있게 발전시키며, 대한민국을 민주적으로 발전시키려는 것을 목적으로 하는 대한민국의 법률이다.

## 내용
내용은 지방자치단체의 법적 지위 · 조직과 기관의 구성 · 그 임무 · 자치권 행사의 범위와 그 형식 등에 관하여 규율하는 공법 법규의 총체를 말한다. 이러한 지방자치법의 규율대상은 지방자치 또는 지방행정을 의미하며, 여기에는 자치사무와 위임사무를 포함한다.

## 판례
- 지방자치법 제15조는 원칙적으로 헌법 제117조 제1항의 규정과 같이 지방자치단체의 자치입법권을 보장하면서, 그 단서에서 국민의 권리제한·의무부과에 관한 사항을 규정하는 조례의 중대성에 비추어 입법정책적 고려에서 법률의 위임을 요구한다고 규정하고 있는바, 이는 기본권 제한에 대하여 법률유보원칙을 선언한 헌법 제37조 제2항의 취지에 부합하므로 조례제정에 있어서 위와 같은 경우에 법률의 위임근거를 요구하는 것이 위헌성이 있다고 할 수 없다[1].
- 지방자치단체는 헌법이나 법률이 국가나 그 밖의 공공단체의 사무로 유보하고 있는 것이 아니라면, 지방자치단체의 모든 사무를 자치적으로 처리하는 데 필요한 자치입법권을 갖는다.[2]
- 지방의회는 법령에 위반되지 않는 한 고유사무에 관하여 법률의 구체적 수권이나 위임이 없어도 조례를 제정할 수 있다.[3]
- 지방자치법에 의하면 조례로 주민의 권리제한 또는 의무부과에 관한 사항이나 벌칙을 정할 때에는 법률의 위임이 있어야 한다.[4]
- 지방자치단체는 헌법이나 법률이 국가나 그 밖의 공공단체의 사무로 유보하고 있는 것이 아니라면, 지방자치단체의 모든 사무를 자치적으로 처리하는 데 필요한 자치입법권을 갖는다.[5]
- 지방자치단체는 법률의 위임이 있는 경우에는 조례로 벌칙에 관한 사항도 정할 수 있다.[6]
- 법률상 지방자치단체장에게 재량권이 부여되어 있음에도 조례를 통하여 그 재량권을 박탈하는 것이나 법령에 의하여 지방자치단체장의 기속재량에 속하는 행위에 대하여 조례를 통하여 새로운 요건을 가중하는 것은 조례제정권의 범위를 벗어나는 것이다.[7]
- 법률과 조례가 동일한 목적에서 출발한 것이라고 할지라도 국가의 법령이 반드시 그 규정에 의하여 전국에 걸쳐 일률적으로 동일한 내용을 규율하려는 취지가 아니고 각 지방자치단체가 그 지방의 실정에 맞게 별도로 규율하는 것을 용인하는 취지라고 해석되는 때에는 그 조례가 국가의 법령에 위반되는 것은 아니다.[8]
- 국가사무가 지방자치단체의 장에게 위임된 기관위임사무와 같이 지방자치단체의 장이 국가기관의 지위에서 수행하는 사무일 뿐 지방자치단체 자체의 사무라고 할 수 없는 것은 원칙적으로 자치조례의 제정범위에 속하지 않는다.[9]
- 조례가 집행행위의 개입 없이 그 자체로서 직접 국민의 구체적인 권리의무나 법적 이익에 영향을 미치는 등의 법률상 효과를 발생하는 경우 그 조례는 항고소송의 대상이 되는 행정처분에 해당한다.[10]
- 조례 자체로 인하여 현재 직접 기본권을 침해받은 자는 조례에 대한 헌법소원심판을 청구할 수 있다.[11]
- 주민투표법상 주민투표에 부쳐진 사항은 주민투표권자 총수의 3분의 1 이상의 투표와 유효투표수 과반수의 득표로 확정된다.[12]
- 지방자치단체의 자치권이 미치는 관할 구역은 육지뿐만 아니라 바다에도 미치기 때문에 지방자치단체의 자치권한은 공유수면에도 미친다.[13]
- 중앙행정기관이 구 지방자치법 제158조 단서 규정상의 감사에 착수하기 위해서는 자치사무에 관하여 특정한 법령위반행위가 확인되었거나 위법행위가 있었으리라는 합리적 의심[14]이 가능한 경우이어야 하고, 또한 그 감사대상을 특정해야 한다. 따라서 전반기 또는 후반기 감사와 같은 포괄적·사전적 일반감사나 위법사항을 특정하지 않고 개시하는 감사 또는 법령위반사항을 적발하기 위한 감사는 모두 허용될 수 없다.[15]
- 변상금연체료 부과처분의 근거인 '서울특별시 공유재산 관리 조례'의 관련 규정이 지방재정법 등 상위법령의 위임이 없어 효력이 없는지 여부가 해석상 다툼의 여지가 없을 정도로 객관적으로 명백하지 않다[16]
- 지방자치법 제13조의2에서 규정한 주민투표권은 그 성질상 선거권, 공무담임권, 국민투표권과 전혀 다른 것이어서 이를 법률이 보장하는 참정권이라고 할 수 있을지언정 헌법이 보장하는 참정권이라고 할 수 없다[17].
- 법 제7조 제1항 제2호 중 시장에 대한 부분이 주민소환의 청구사유에 제한을 두지 않은 것은 주민소환제를 기본적으로 정치적인 절차로 설계함으로써 위법행위를 한 공직자뿐만 아니라 정책적으로 실패하거나 무능하고 부패한 공직자까지도 그 대상으로 삼아 공직에서의 해임이 가능하도록 하여 책임정치 혹은 책임행정의 실현을 기하려는 데 그 입법목적이 있다[18].
- 공유재산법상 행정재산의 사용허가를 받은 자는 그 행정재산을 다른 자에게 사용·수익하게 하여서는 아니 되므로, 임차인이 그 사용허가를 받은 행정재산을 양도·양수 또는 전대하는 것을 허용하는 내용의 위 개정안은 상위법령에 위반된다.[19]
- 지방자치법 제19조 제3항은 지방의회의 의결사항 중 하나인 조례안에 대하여 지방자치단체의 장에게 재의요구권을 폭넓게 인정한 것으로서 지방자치단체의 장의 재의요구권을 일반적으로 인정한 지방자치법 제98조 제1항에 대한 특별규정이라고 할 것이므로, 지방자치단체의 장의 재의요구에도 불구하고 조례안이 원안대로 재의결되었을 때에는 지방자치단체의 장은 지방자치법 제98조 제3항에 따라 (지방의회를 피고로 하여) 그 재의결에 법령위반이 있음을 내세워 대법원에 제소할 수 있는 것이다[20]
- 조례안 일부가 법령에 위반되어 위법한 경우에 의결 일부에 대한 효력을 배제하는 것은 결과적으로 전체적인 의결 내용을 변경하는 것으로 의결기관인 지방의회의 고유권한을 침해하는 것이 된다. 뿐만 아니라 일부만의 효력 배제는 자칫 전체적인 의결 내용을 지방의회의 당초 의도와는 다른 내용으로 변질시킬 우려가 있다. 또한 재의요구가 있는 때에는 재의요구에서 지적한 이의사항이 의결 일부에 관한 것이더라도 의결 전체가 실효되고 재의결만이 새로운 의결로서 효력이 생긴다. 따라서 의결 일부에 대한 재의요구나 수정 재의요구는 허용되지 않는다. 이러한 점들을 종합하면, 재의결 내용 전부가 아니라 일부만 위법한 경우에도 대법원은 의결 전부의 효력을 부인하여야 한다[21]

## 같이 보기
- 조례
- 지방자치